# Kolin Manro Maklaud
Kolin Manro Maklaud (engl. Colin Munro MacLeod; 28. januar 1909 — 11. februar 1972) je bio kanadsko-američki genetičar.

## Biografija
Maklaud je upisao Makgilov univerzitet sa 16 godina, i završio medicinske studije u 23. godini.
U svojim ranim godinama kao naučnik on je zajedno sa Osvaldom Ejverijem i Maklinom Makartijem, demonstrirao da je DNK aktivna komponenta odgovorna za bakterijsku transformaciju, i u retrospektivi fizička baza gena. Ejveri i Maklaud su 1941. odvojili grubi ekstrakt iz bakterijske vrste koja uzrokuje pneumoniju S. Ekstrakt S vrste može da konvertuje daleko benigniju R (‘grubu’) vrstu bakterije u formu koja izaziva bolest. Kasnije te godine, Makarti se pridružio Ejverijevoj laboratoriji, i 1942. su počeli rad na DNK kao mogućem sastojku ekstrakta S vrste koji ima sposobnost da transformiše R vrstu. Do početka 1943. su pokazali da je DNK zaista transformišući faktor. Februara 1944. su objavili prvi iz serije članaka kojima se demonstrira uloga DNK. Naknadni eksperimenti su potvrdili da je DNK univerzalni nosilac genetičke informacije.

## Literatura
- Avery OT, Macleod CM, McCarty M (2000). „Studies on the chemical nature of the substance inducing transformation of pneumococcal types: Induction of transformation by a desoxyribonucleic acid fraction isolated from Pneumococcus type III. Oswald Theodore Avery (1877-1955)”. Clin. Orthop. Relat. Res. 379 (379 Suppl): S3—8. PMID 11039746. doi:10.1097/00003086-200010001-00002.
- Barciszewski, J (1995). „[Pioneers in molecular biology: Emil Fischer, Erwin Schrodinger and Oswald T. Avery]”. Postepy Biochem. 41 (1): 4—6. PMID 7777433.
- Lederberg, J (1994). „The transformation of genetics by DNA: an anniversary celebration of Avery, MacLeod and McCarty (1944)”. Genetics. 136 (2): 423—6. PMC 1205797 . PMID 8150273.
- Amsterdamska, O (1993). „From pneumonia to DNA: the research career of Oswald T. Avery”. Historical Studies in the Physical and Biological Sciences : HSPS / Office of History of Science and Technology, University of California, Berkeley. 24 (pt 1): 1—40. PMID 11623400.